# Краснодарский ипподром
Краснодарский ипподром — один из крупнейших ипподромов России, расположен в городе Краснодар. Общая территория ипподрома составляет более 41 га.

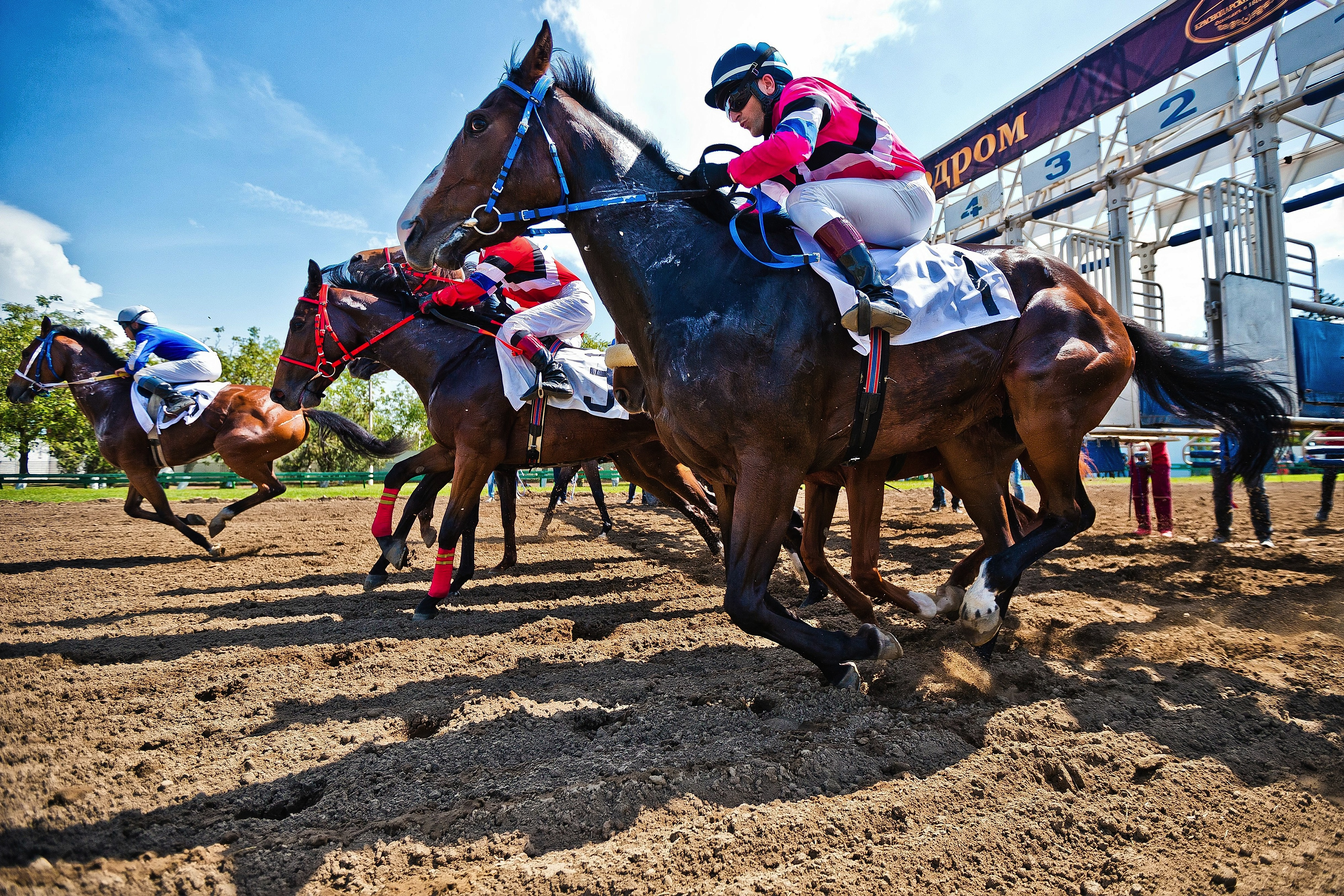

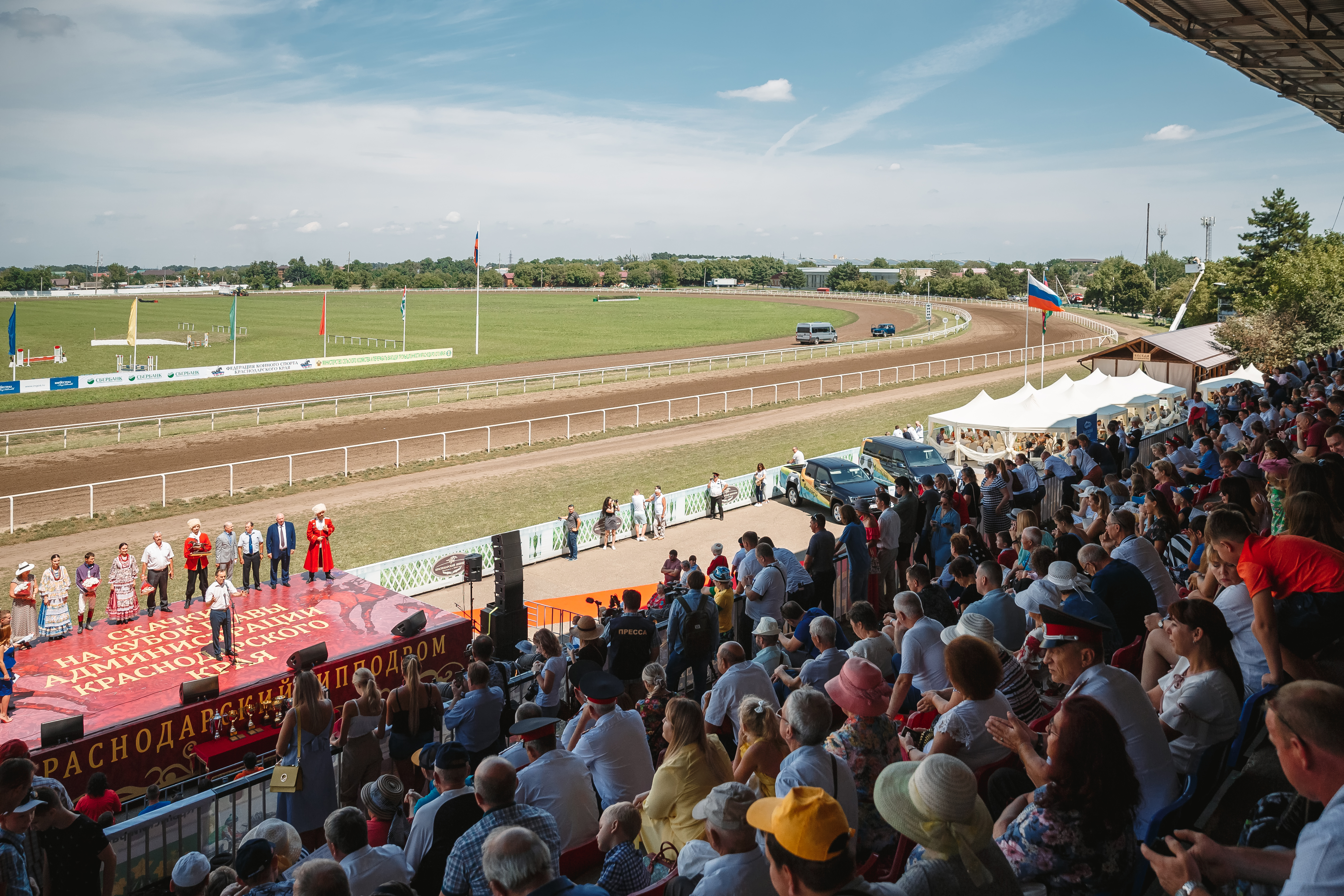

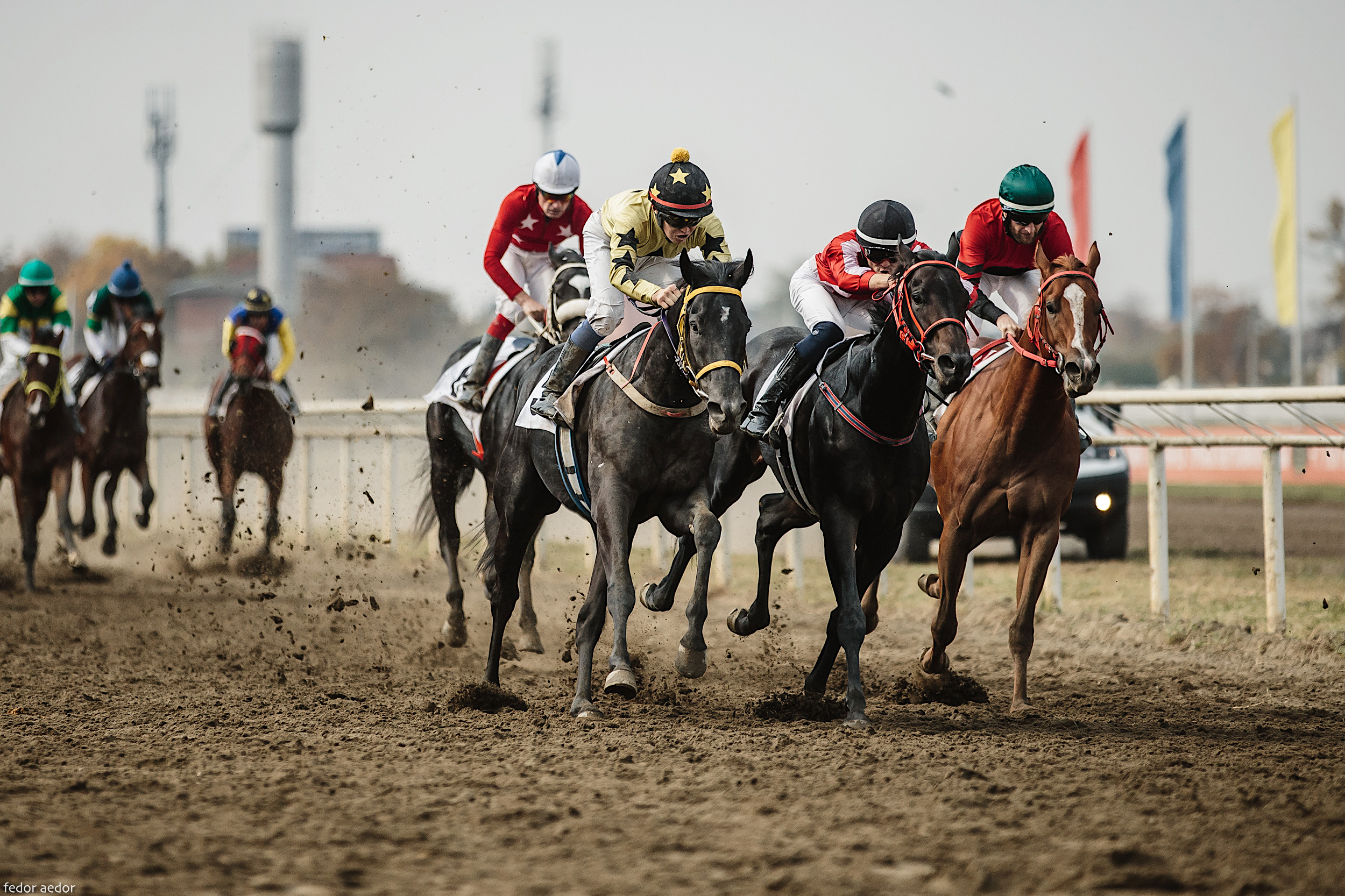

## История
Предпосылки развития:
- 1804-1873 гг. - первым атаманом Кубанского казачьего войска был назначен генерал-лейтенант Николай Иванович Евдокимов. С его именем связано окончательное присоединение Восточного и Севера-Западного Кавказа к России.
- 21 мая 1864 г. — положен конец Кавказской войне, и народы Северного Кавказа вошли в состав Российской империи.
- 26 апреля 1864 г. — в Кубанской области впервые по инициативе наказного атамана графа Ф. Н. Сумарокова-Эльстона в Екатеринодаре состоялись конные состязания.
- 3 марта 1865 г. — принято решение разработать «Временные правила скачек в г. Екатеринодар».
- 2 мая и 25 сентября 1865 г. — прошло два скаковых дня, которые выявили потребность в улучшении поголовья и управления конным делом.
- 1867 г. — разработано «Положении об улучшении и поддержании коневодства в Кубанском казачьем войске» сроком на пять лет.
- 1868 г. — учреждена должность инспектора коневодства.
- 19 мая 1868 г. — устроен скаковой круг и палатки для посетителей между лесом Круглик и рекою Карасун.
- 1868 г. — проведены первые Всекубанские конные состязания и составлены официальные правила испытаний племенных лошадей.

Первый ипподром в Екатеринодаре
- 19 мая 1868 г. — был устроен скаковой круг и палатки для посетителей между лесом Круглик и рекою Карасун. Это место в дальнейшем и стало первым ипподромом в Екатеринодаре, расположенным по ул. Ипподромная (ул. Дербентской/Спортивной).
- 1943 г. — решением исполнительного комитета Краснодарского Совета депутатов трудящихся было утверждено положение и уставной капитал Краснодарского краевого ипподрома.
- 1943 г. - адрес ипподрома значился: город Краснодар, Краснодарского края в Северо-Восточной части, на окраине.
- 15 июля 1945 г. — после окончания войны возобновились прерванные испытания лошадей. Работал тотализатор.
- 2 июня 1946 г. — стартовал второй послевоенный сезон. Скаковой сезон длился 4 месяца и составил 18 скаковых дней.

Краснодарский ипподром сегодня
- 1978 г. — открылся новый Краснодарский ипподром расположенный на ул. Беговой (ранее ул. Российская).
- 90-е годы — распад СССР, что негативно повлияло на все сферы жизни и отрасли страны. Отразилось это и на Краснодарском ипподроме, скачки не проводились почти семь лет. Часть имущества и земельного участка была утрачена. Краснодарскому ипподрому удалось пережить и этот период и продолжить свою работу.
- 2015 г. — сегодня Краснодарский ипподром лидирующий ипподром в России, который решает отраслевые задачи и радует жителей города Краснодара и гостей со всей не объятой нашей Страны.
- 2015 г. — Краснодарский ипподром официально признан «ВНИИ Коневодства» ведущей лабораторией по испытаниям лошадей чистокровных пород.
- 2016 г. — после полувекового перерыва Краснодарский ипподром чествовал четвёртого «Трижды венчанного» в истории чистокровного коннозаводства России.

БУДЫНОК- 1- й российский «Трижды Венчаный» — 1926 г.р.;
ГРОГ II — 2- й российский «Трижды Венчаный» — 1946 г.р.;
АНИЛИН — 3- й российский «Трижды Венчаный» — 1961 г.р.;
ПЕРСЕЙ БАРС — 4- й российский «Трижды Венчанный» — 2012 г.р.
- 2016 г. — в день Открытия скакового сезона на Краснодарском ипподроме заработал пункт приёма ставок тотализатора.
- 2018 г. — Краснодарский Ипподром отметил 150-летие скачек на Кубани.

## Описание
Краснодарский ипподром — один из крупнейших ипподромов России. Общая территория ипподрома составляет более 41 га с расположенным на ней трибунным, административным, конюшенным и хозяйственным комплексами, крытым конно-спортивным манежем. Территория и структура Краснодарского ипподрома позволяет проводить культурно-массовые мероприятия разных уровней и направлений.
Краснодарский ипподром — самый южный в России. Мягкий климат позволяет тренировать скаковых и спортивных лошадей на кругу и зимой. Здесь c апреля по октябрь проходит скаковой сезон. Испытываются лошади чистокровной верховой, арабской и ахалтекинской пород.
Сегодня ипподром является социально-значимым отраслевым объектом, на территории работают:
- Краевой центр спортивной подготовки (ЦСП № 3),
- Кубанское Казачье войско,
- конный взвод УВД г. Краснодара.

Количество посетителей Краснодарского ипподрома растёт с каждым годом: скачки, лошади, верховая езда стали неотъемлемой частью досуга жителей города и края.
Краснодарский ипподром большую часть своей истории был стратегически важным объектом сельскохозяйственной отрасли — центром коннозаводства не только в крае, но и во всей России. Именно поэтому не менее важно сегодня вернуть ему былую славу. В августе 2013 года произошло важное и долгожданное событие, которое всерьез повлияло на развитие отрасли коневодства в целом и популяризацию конного спорта — была основана Федерация Конного спорта Краснодарского края, которая пришла на смену старой общественной организации — в последние годы фактически существующей только на бумаге. По предложению коннозаводческой, конноспортивной общественности края Федерацию возглавил Председатель Законодательного Собрания Краснодарского края Владимир Андреевич Бекетов. А с 2014 года активно начала свою работу Ассоциация Коневодов Кубани — во главе Руководитель управления Федеральной службы по ветеринарному и фитосанитарному надзору по Краснодарскому Краю и республике Адыгея, Президент ассоциации Коневодов Кубани Фонтанецкий Александр Сергеевич. С 12 октября 2019 года Ассоциацию возглавляет Толстопятов Василий Семёнович.
Ипподром становится одним из наиболее престижных по количественному и качественному составу испытываемых лошадей английской чистокровной верховой породы.
Сегодня Краснодарский ипподром восстановил позиции лидера, которые он занимал в Советское время. Уровень проводимых племенных испытаний (скачек) признан лучшим по данным института коневодства РФ.

## Собственники и руководство
ООО «Краснодарский ипподром» принадлежит Русско-Азиатской инвестиционной компании, аффилированной с Олегом Дерипаской.
Годы работы директоров Краснодарского ипподрома:
- 1939—1941 гг. — Защепин Михаил Петрович
- 1941—1945 гг. — Могилевкин М. П.
- 1946—1955 гг. — Шарецкий.
- 1956—1960 гг. — Кривобоков Ефим Алексеевич.
- 1960—1965 гг. — Дуренков Алексей Федорович.
- 1966—1971 гг. — Мшак Кирилл Григорьевич.
- 1972—2001 гг. — Алексеенко Владимир Николаевич.
- 2002—2006 гг. — Корнев Иван Иванович.
- 2006—2007 гг. — Трусов Александр Владимирович.
- 2007—2008 гг. — Федорков Андрей Геннадьевич.
- 2008 — 2023 гг. -  Васильев Игорь Игоревич.
- 2023 - по сегодняшний день - Смурова Анна Дмитриевна.